# Morpho menelaus
El morfo blau (Morpho menelaus) és una espècie de lepidòpter ditrisi de la família Nymphalidae nativa de l'Amèrica Central i del Sud.
És de color blau iridescent i de dimensions grans, amb una envergadura alar de 15 centímetres. L'adult beu el suc de les fruites en descomposició amb la llarga espiritrompa, que és un tub que li permet xuclar. Els mascles tenen colors més brillants que les femelles.
La larva menja plantes de nit. És de color vermell-marró amb tocs brillants de verd o groc. Les larves són també molt caníbals.